# Museo civico oraziano
Il museo civico oraziano o Antiquarium di Licenza è ospitato nel Palazzo Baronale Orsini (provincia di Roma), è stato creato dopo l'Unità d'Italia.

## Storia
È stato ideato dal Professor Angiolo Pasqui.
La maggior parte degli oggetti ospitati sono gli oggetti della Villa di Orazio. Per l'occasione è stata restaurata ed adattata una sala del palazzo Orsini all'uopo.
All'origine i pezzi erano stati esposti in modo affastellato, secondo un modo post-unitario italiano.
In alcune sale vi è un'esposizione la mostra In Sabinis.